# Jim Harbaugh
James Joseph "Jim" Harbaugh (Toledo, 23 de dezembro de 1963) é um ex-quarterback e atual treinador do time de futebol americano Los Angeles Chargers da National Football League (NFL). Profissionalmente, ele jogou na National Football League entre 1987 e 2000. Ele começou sua carreira como treinador em 2004, trabalhando na Universidade de San Diego. Após treinar o time de futebol americano de Stanford, entre 2007 e 2010, ele foi contratado pelo San Francisco 49ers, da NFL, em 2011. Por lá ele conquistou o prêmio de NFL Coach of the Year ("Treinador do Ano") logo na sua estreia, além de ter levado seu time para as finais de conferência em três temporadas e chegou até a final do campeonato em 2013, mas perdeu.
No auge da carreira, disputou o Super Bowl XLVII contra o seu irmão, John Harbaugh, quinze meses mais velho, e acabou perdendo. Harbaugh foi dispensado do comando dos 49ers em 2014, após apenas quatro anos, e logo em seguida foi contratado pela Universidade de Michigan. Em Michigan, ele conquistou várias honrarias, incluindo três títulos da conferência Big Ten e em 2024 conquistou o College Football Playoff National Championship.

## Estatísticas
Como jogador
- Passes completados: 2 305
- Passes tentados: 3 918
- Percentagem: 58,8%
- Touchdowns–Interceptações: 129–117
- Jardas aéreas: 26 288
- Passer rating: 77,6

Como treinador
- NFL (V-D-E): 49–22–1 (68,8%)
- NCAA (V-D): 133–52 (71,9%)